# Leonor Varela
Leonor Magdalena Varela Palma (Santiago, 29 de dezembro de 1972) é uma atriz e modelo chilena. Conhecida pelos papéis em Cleópatra e Blade II. Foi noiva do ator Billy Zane, de 1999 a 2001.